# Kapverdische Basketballnationalmannschaft
Die kapverdische Basketballnationalmannschaft der Herren vertritt Kap Verde bei Basketball-Länderspielen. Nachdem die kapverdische Auswahl der Herren bis Mitte der 1990er Jahre innerhalb Afrikas keine Rolle spielte und sich bis dahin nie für eine kontinentale Endrunde der Afrikameisterschaft qualifizieren konnte, war sie seit 1997 an fünf von neun Endrunden bis 2013 qualifiziert. 2007 gelang der überraschende Gewinn der Bronzemedaille in der Afrikameisterschaft.
Im folgenden Jahr 2008 bestand daher beim Qualifikationsturnier in Athen noch die Möglichkeit, sich für das Basketballturnier bei den Olympischen Spielen 2008 zu qualifizieren. Nach zwei Vorrundenniederlagen bei diesem Turnier verpasste man jedoch die erste Teilnahme an einer globalen Endrunde.
Neben den in Spanien als Profis aktiven Jeff Xavier und Walter Tavares gehören Elvis Évora, Carlos Andrade, João Gomes und der nicht mehr aktive Carlos Lisboa zu den bekanntesten auf den Kapverden geborenen Basketballspielern. Letztere treten bzw. traten jedoch in internationalen Spielen für die portugiesische Auswahl des ehemaligen „Mutterlandes“ an.

## Abschneiden bei internationalen Wettbewerben
| - 2023: 28. Platz |  | - noch nie qualifiziert |

### Afrikameisterschaften
| bis 1995 – nicht qualifiziert - 1997 – 7. Platz - 1999 – 9. Platz - 2001 – nicht qualifiziert - 2003 – nicht qualifiziert - 2005 – nicht qualifiziert - 2007 – . Platz | - 2009 – 13. Platz - 2011 – nicht qualifiziert - 2013 – 6. Platz - 2015 – 10. Platz - 2017 – nicht qualifiziert - 2021 – 4. Platz |